# Judith portant la tête d'Holopherne
Judith portant la tête d'Holopherne est un tableau réalisé par la peintre italienne Artemisia Gentileschi vers 1635. De format vertical, cette huile sur toile est une peinture chrétienne qui représente un épisode du Livre de Judith, dans l'Ancien Testament. Elle figure Judith à mi-cuisses, éclairée par la lumière d'une bougie que tient sa servante à gauche derrière elle. La jeune femme tient elle-même la tête d'Holopherne ainsi que l'épée avec laquelle elle vient de le  décapiter. L'œuvre est conservée au musée des Beaux-Arts de Quimper, à Quimper, dans le Finistère, en France.

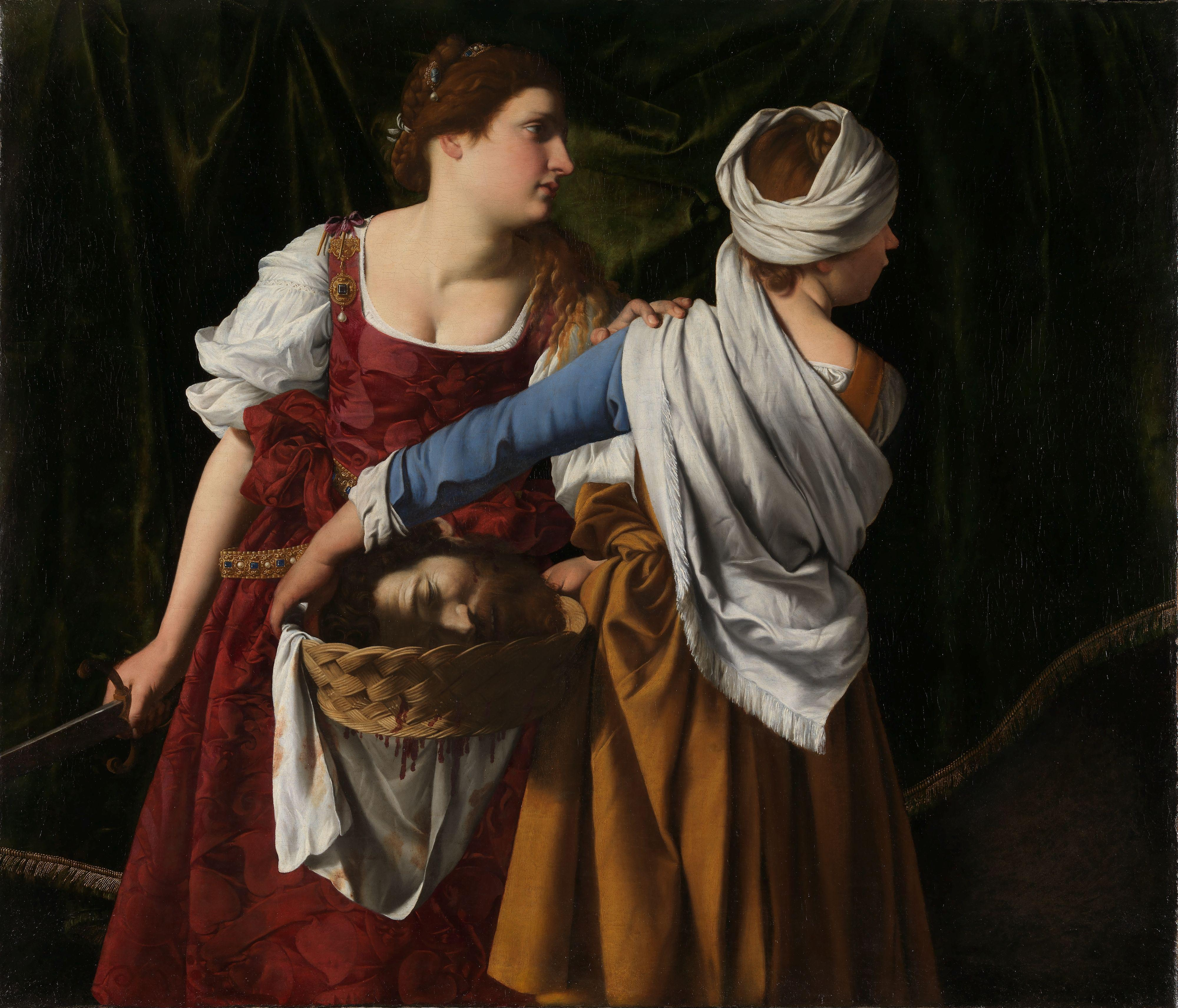
Orazio Gentileschi (et Artemisia Gentileschi ?), Judith et sa servante avec la tête d'Holopherne, vers 1608-1612 – Musée national, Oslo.
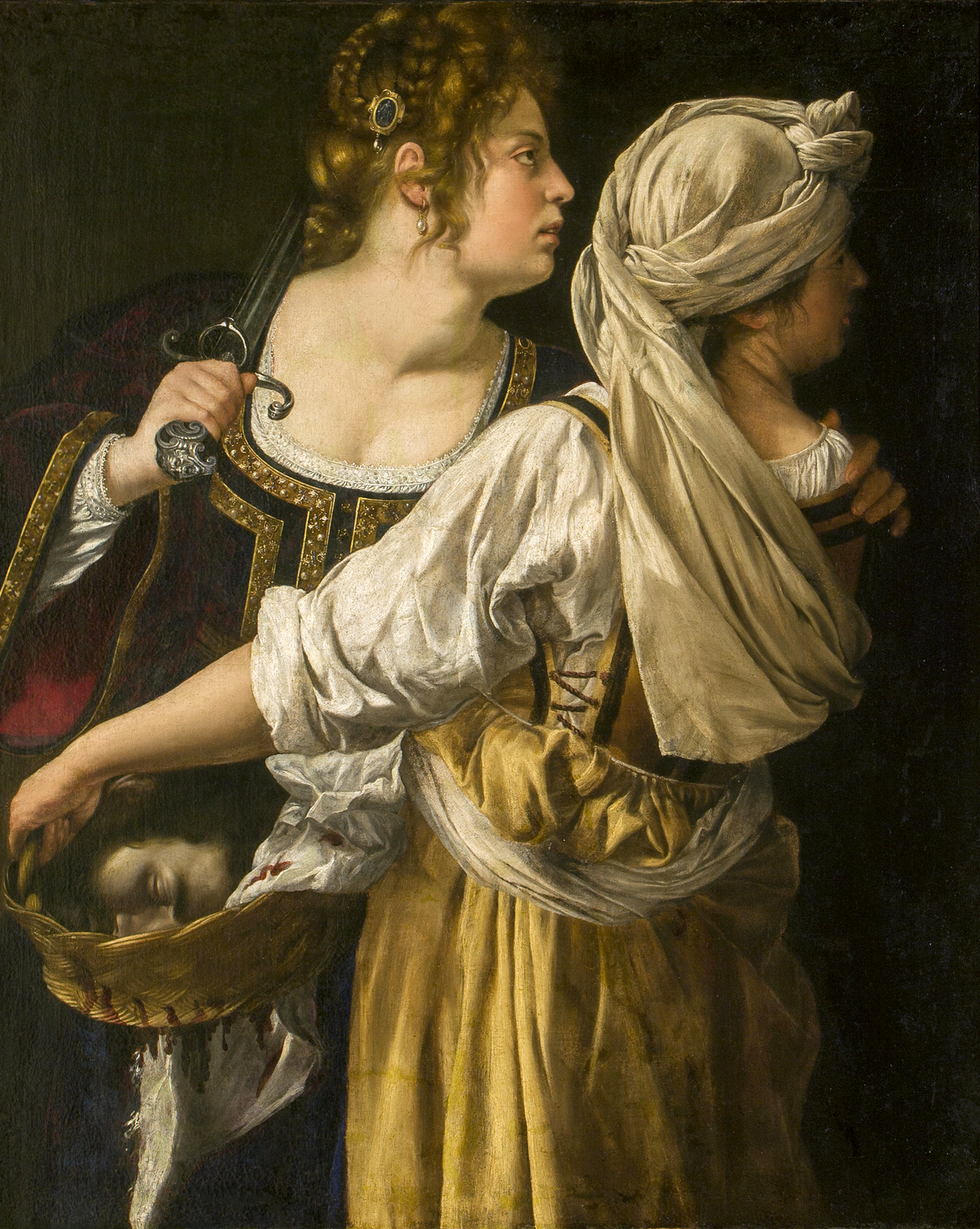
Artemisia Gentileschi, Judith et sa servante, vers 1615 – Galerie Palatine, Florence.
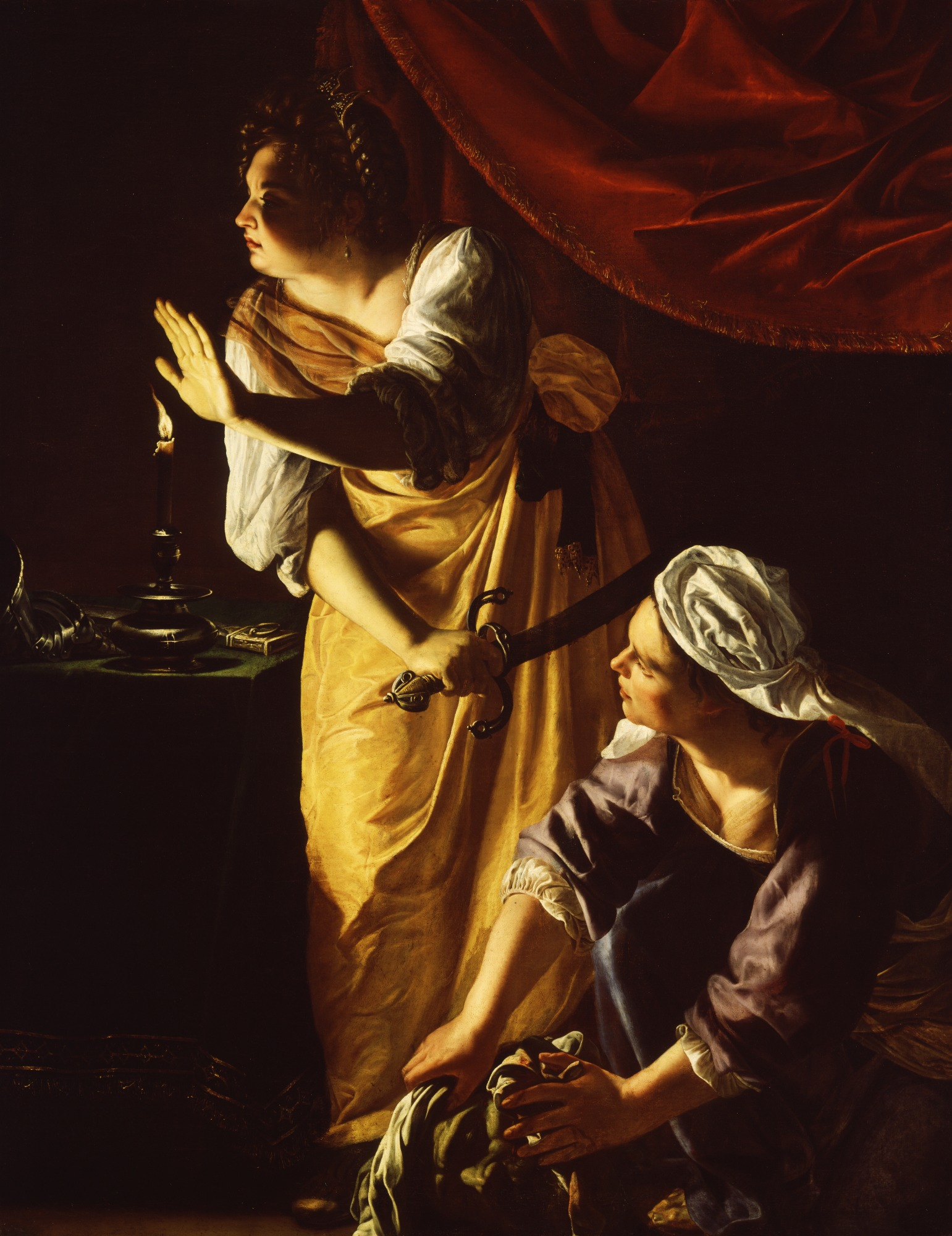
Artemisia Gentileschi, Judith et sa servante avec la tête d'Holopherne, vers 1623-1625 – Detroit Institute of Arts, Détroit.